# Alexander Wendt
Alexander Wendt (ur. 12 czerwca 1958 w Moguncji) – konstruktywista w teorii stosunków międzynarodowych. Jego prace w znaczący sposób przyczyniły się do uznania konstruktywizmu za jeden z podstawowych paradygmatów w stosunkach międzynarodowych. Obecnie zajmuje się również możliwym wpływem mechaniki kwantowej na nauki społeczne.

## Życiorys
Alexander Wendt studiował politologię i filozofię polityczną w Macalester College, a w 1989 obronił doktorat z politologii na Uniwersytecie Minnesoty. W latach 1989–1997 nauczał w Uniwersytecie Yale, a następnie w Kolegium Dartmoutha (1997–1999) i Uniwersytecie Chicagowskim (1999–2004). Potem został profesorem bezpieczeństwa międzynarodowego na Uniwersytecie Stanu Ohio. Jest żonaty z Jennifer Mitzen, również pracującą na tej samej uczelni.

## Publikacje
- Social Theory of International Politics, Cambridge University Press, 1999
- Anarchy is what states make of it: the social construction of power politics, „International Organization”, t. 46, nr 2, 1992.